# Anne Charlotte Leffler

Anne Charlotte Leffler

Anne Charlotte Leffler, hertogin van Cajanello (Stockholm, 1 oktober 1849 – Napels, 21 oktober 1892) was een Zweedse toneelschrijfster en schrijfster die onder de pseudoniemen Carlot, Valfrid Ek en Alrun Leifson schreef. In haar eigen tijd was zij ook bekend als Anne Charlotte Edgren.
Leffler is tegenwoordig het bekendst om haar radicale feministische toneelstukken, terwijl zij in haar eigen tijd ook een populair prozaïst was. Haar werk is sinds 1980 met hernieuwde interesse en een toename van kennis over haar werk populair geworden. Zij debuteerde in 1869 met de novellebundel Händelsevis, maar kreeg haar eerste echte bekendheid door haar toneelstuk Skådespelerskan (1873). Haar definitieve doorbraak kwam door de novellebundel Ur lifvet I (1882), Nederlandse vertaling: Levensstrijd (rond 1884). Aan het einde van haar 31e jaar was Leffler de meest uitgevoerde toneelschrijfster van Zweden, met toneelstukken als Elfvan (1880), Sanna kvinnor (1883) en En räddande engel (1883). Zij werd destijds beschouwd als een van de grootste Zweedse auteurs.

## Biografie

### Beginjaren
Anne Charlotte Leffler is op 1 oktober 1849 in Stockholm geboren op de Klara Norra Kyrkostraat 6. Zij was het derde kind uit een gezin van vier. Haar oudere broers zijn de wiskundige Gösta (geboren in 1846) en Frits (geboren in 1847)..
Haar vader, Olof Leffler, was leraar in de Klara skola. Toen Anne Charlotte Leffler twaalf jaar oud was, kreeg haar vader een aanstelling als rector bij de Katarina västra skola in Södermalm in Stockholm, waarop de familie de bijbehorende leraarswoning betrok.
Haar moeder, Gustava Vihelmina Mittag, was de enige dochter van een conservatieve priester. Zij wordt beschreven als overbeschermend, warm en gelukkig. Hoewel zij geletterd was, nam zij de eindverantwoordelijkheid voor de opvoeding van de kinderen op zich, terwijl de vader weg was. Over haar jeugd schreef Anne Charlotte Leffler: "Mijn kindertijd en eerste jeugdjaren waren ongewoon gelukkig en harmonieus, ik kan zeggen, dat ik tot ik twintig jaar oud was absoluut niets meemaakte, dat een onenigheid of conflict genoemd kan worden."

## Literair werk
Leffler schreef tijdens haar literaire carrière zowel toneelstukken als proza. In haar tijd had zij met beide genres succes, terwijl zij tegenwoordig vooral wordt herinnerd om haar radicale feministische toneelstukken, vooral die zij schreef vanaf 1880. In tegenstelling tot vele andere auteurs schreef zij geen lyriek.
Leffler wordt gewoonlijk beschouwd als de leidende vrouw van de moderne doorbraak in Scandinavië, omdat zij bijdroeg aan de deelname van vrouwen aan het literaire klimaat in Zweden.

### Drama
Lefflers producties voor het toneel bestaat uit dertig toneelstukken. Elf daarvan zijn in boekvorm gepubliceerd (1876–1893). Ruim vijftien werken zijn bewaard. Een deel van deze werken zijn onvolledig, terwijl andere in hun geheel zijn teruggevonden.

### Proza
Lefflers novellen bestaan voor het grootste deel uit proza. De meeste daarvan zijn gepubliceerd in de serie Ur lifvet, die is uitgegeven in zes delen tussen 1882 en 1893. Daarnaast zijn driehonderd bladzijden van haar dagboekaantekeningen bewaard gebleven. Daartoe behoort ook een onbekend aantal brieven. Zij schreef ook non-fictie, die gepubliceerd werd in verschillende tijdschriften en kranten. Zij publiceerde onder andere recensies, reisbeschrijvingen van (haar eigen) reizen in Europa, en beschrijvingen van personen.
Leffler beoogde met haar proza en toneelstukken een studie te geven van de mens, waar zij problemen uit de werkelijkheid verbeeldde. Leffler zelf gebruikte de uitdrukking "Mensen zijn mijn probleem" om haar literaire focus te beschrijven. 

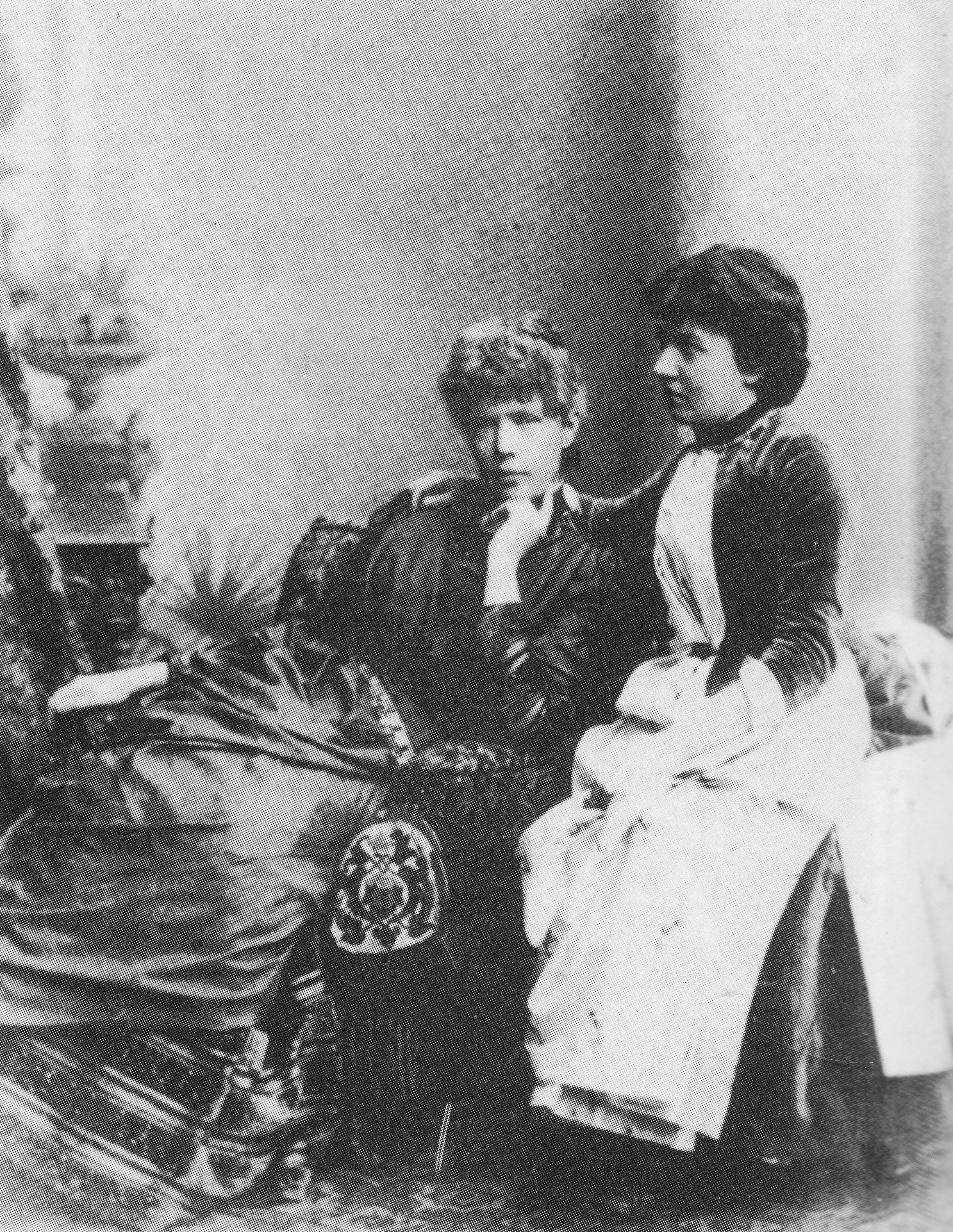
Anne Charlotte Leffler en Sofia Kovalevskaja (eerste vrouwelijke docente- en uiteindelijk hooglerares met leerstoel wiskunde aan de Universiteit van Stockholm)

## Debat

### De vrouwenkwestie
Lefflers interesse voor vrouwen- en genderkwesties begon toen zij zeventien jaar oud was. Dit kwam onder andere tot uitdrukking in haar brieven aan haar broer Gösta Mittag-Leffler.
In Lefflers doorbraakwerk Ur lifvet I (1882) besprak zij de mogelijkheden van de vrouw om zichzelf te verwezenlijken binnen het huwelijk. Leffler zag zelfverwezenlijking als de opdracht van de vrouw en laat in haar novelleverzameling voorbeelden zien van wanneer die wel en niet plaats vond. De bundel werd geprezen door critici, zelfs de conservatieve, waar Leffler zich teleurgesteld over uitdrukte: "een beetje meer verontwaardiging had het boek best mogen oproepen!". De bundel behaalde weerklank in literaire kringen en gaf een impuls aan de discussie over wat mannelijkheid zou moeten behelzen.

## Politiek
- Rond 1880 kwam Leffler in contact met het socialisme.[13][14]

### Notities
1. Internetarchief: boeken van of over Anne Charlotte Leffler

- Bibsys: 90125169
- Bibliothèque nationale de France: cb123407837 (data)
- CiNii: DA09243329
- Gemeinsame Normdatei: 12191772X
- International Standard Name Identifier: 0000 0001 0862 9469
- KulturNav: 638c00eb-c779-4e52-a244-da6dfe5ae1bb
- Library of Congress Control Number: n84179007
- Bibliotheek van het Japanse parlement: 00520503
- Nationale Bibliotheek van Tsjechië: jo2002105777
- Nationale Bibliotheek van Israël: 987007280068005171
- Nationale Bibliotheek van Polen: a0000003337956
- Nederlandse Thesaurus van Auteursnamen: 083426841
- Réseau des bibliothèques de Suisse occidentale: 02-A025338822
- Istituto Centrale per il Catalogo Unico: CUBV088693
- LIBRIS: 204270
- Système universitaire de documentation: 032363915
- Virtual International Authority File: 2545083
- WorldCat: E39PBJdMdfWQH8xcWp6mQjvWDq